# Airco DH.5
L'Airco DH.5 est un avion biplan monoplace de chasse britannique de la Première Guerre mondiale. 

## Origine
Dessiné spécifiquement pour remplacer les chasseurs DH.2, totalement dépassés, ce chasseur monoplace adoptait une configuration inhabituelle : C’était un classique biplan en bois entoilé à ailes décalées, mais au lieu d’avoir un plan supérieur déporté vers l’avant et le pilote installé au niveau du bord de fuite, la voilure supérieure était décalée vers l’arrière, le pilote étant assis sous le bord d’attaque. Avec cette innovation Geoffrey de Havilland donnait au pilote un champ de vision ininterrompu vers l’avant et le haut. Mais il devenait difficile de voir derrière soi, ce qui n’est pas moins important en combat aérien. Cet appareil était aussi équipé du système de synchronisation de tir à travers le champ d’hélice Constantinesco, sensiblement plus efficace que les premiers dispositifs utilisés au Royaume-Uni, mais armé d’une seule mitrailleuse de capot Vickers, alors que les Sopwith Camel ou Royal Aircraft Factory S.E.5 sortis pratiquement à la même époque possédaient 2 mitrailleuses.
Le premier vol eut lieu en octobre 1916 et les essais officiels furent effectués en décembre suivant. Solide mais délicat à manier, sous-motorisé et difficile à poser, cet appareil avait globalement des performances inférieures à celles du Sopwith Pup. Il fut pourtant commandé à 550 exemplaires.

## Production
- Airco : 200.
- British Caudron : 50.
- Darracq : 200.
- March, Jones & Cribb : 100.

## En service
- Australie : L’Airco DH.5 est surtout le premier monoplace de chasse à avoir été utilisé par l’Australian Flying Corps. Il a équipé les No 2 (No 68 Sqdn du RFC) et No 6 Squadron.
- Royaume-Uni de Grande-Bretagne et d'Irlande : Le DH.4 arriva au front en mai 1917 et équipa les No 24, 32, 41, 64 et 68 Sqdn du RFC et, très brièvement, le No 205 Sqdn de la toute nouvelle RAF. Il se révéla immédiatement impopulaire, principalement en raison de son allure non conventionnelle. Cette machine se révéla aussi immédiatement surclassée par les chasseurs allemands en raison de performances insuffisantes au-dessus de 3 000 m. 7 pilotes du RFC ont pourtant remporté au moins 5 victoires sur DH.4 : Arthur Coningham (No 32 Sqdn) 9 victoires), Bernard P.G. Beanlands (No 24 Sqdn), William R.G. Pearson (No 32 Sqdn) et Russell Winnicott (No 41 Sqdn) avec 7 victoires chacun, St. Cyprian C. Tayler (No 32 Sqdn) et Stephen R.P. Walter (No 32 Sqdn) avec 6 victoires chacun, et Walter A.Tyrrell (No 32 Sqdn) et Herbert J. Edwards (No 32 Sqdn), 5 victoires chacun.

Il fut donc relégué aux missions d’attaque au sol, un rôle pour lequel sa robustesse et sa bonne visibilité vers l’avant étaient des atouts. Dès août 1917 les DH.5 du No 41 Squadron du RFC accompagnèrent une attaque d’infanterie à Boiry-Notre-Dame. Après retrait de première ligne en janvier 1918, le DH.5 fut utilisé quelques mois pour l'entraînement à la chasse. 

## Un DH.5 conservé en Nouvelle-Zélande
Si cet appareil à l’allure peu conventionnelle disparut très rapidement des inventaires, une réplique grandeur nature a été construite aux États-Unis. Elle est aujourd’hui conservée, en état de vol, par l'Aviation Heritage Centre, sur l’aérodrome d’Omaka, en Nouvelle-Zélande.